# كورال هال
كورال هال (بالإنجليزية: Coral Hull)‏ (12 ديسمبر 1965، سيدني في أستراليا)؛ كاتِبة وشاعرة أسترالية.